# Anthology: Movie Themes 1974-1998
Anthology: Movie Themes 1974-1998 è il terzo album in studio del regista e musicista statunitense John Carpenter, pubblicato nel 2017.

## Tracce
Musiche di John Carpenter, eccetto dove indicato.
1. In the Mouth of Madness – 5:17
2. Assault on Precinct 13 – 2:55
3. The Fog – 3:03
4. Prince of Darkness – 3:12
5. Santiago (Vampires) – 2:42
6. Escape from New York – 3:32
7. Halloween – 2:57
8. Porkchop Express (Big Trouble in Little China) – 3:50
9. They Live – 3:06
10. The Thing – 3:37 (Ennio Morricone)
11. Starman – 2:34 (Jack Nitzsche)
12. Dark Star – 1:26
13. Christine – 4:15